# Țipala, Ialoveni
Țipala este un sat din raionul Ialoveni, Republica Moldova, satul-reședință al comunei omonime. Distanța directă până la orașul Ialoveni este de 25 km; până la orașul Chișinău 22 km. Hramul satului este ziua Sfinților Arhangheli Mihail și Gavriil.
Este legat de orașul Chișinău prin două șosele și un tronson de cale ferată. Aici s-a aflat cândva tunel feroviar Țipala.
Localitatea este înfrățită cu comuna Erbiceni din județul Iași și comuna Virteșcoiu din județul Vrancea.

## Istoric
În primul război mondial au decedat pe câmpul de luptă 24 bărbați din Țipala.

## Demografie
Populația pe naționalități:
| Naționalitate    | Locuitori | Procentaj |
| ---------------- | --------- | --------- |
| moldoveni/români | 3.583     | 99,280    |
| ruși             | 8         | 0,222     |
| ucraineni        | 6         | 0,166     |
| țigani           | 6         | 0,166     |
| bulgari          | 2         | 0,055     |
| Alții            | 4         | 0,111     |
| Total            | 3.609     | 100%      |

## Galerie de imagini

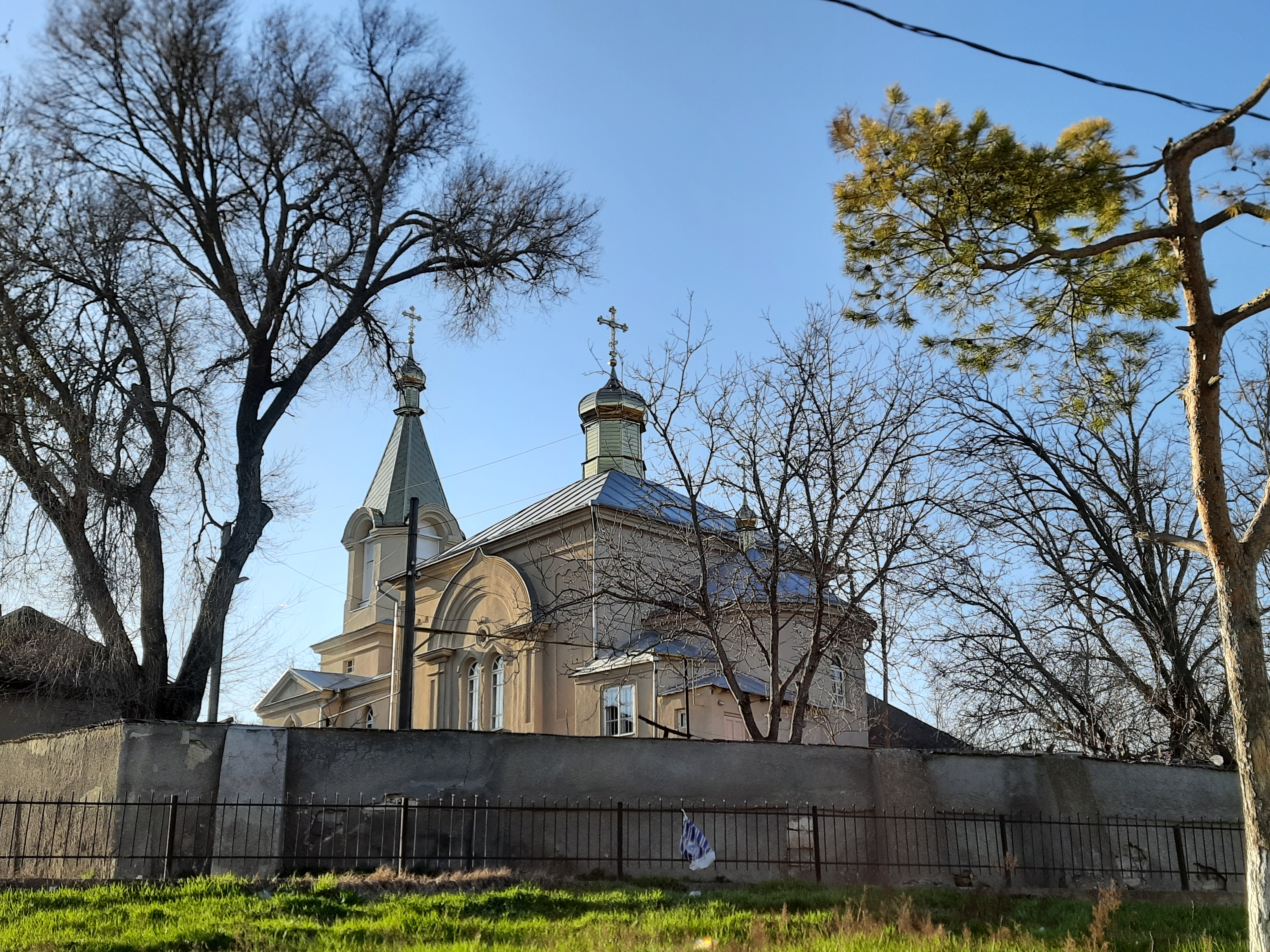
Biserica „Sf. Arhangheli Mihail și Gavriil” din localitate, monument ocrotit de stat.
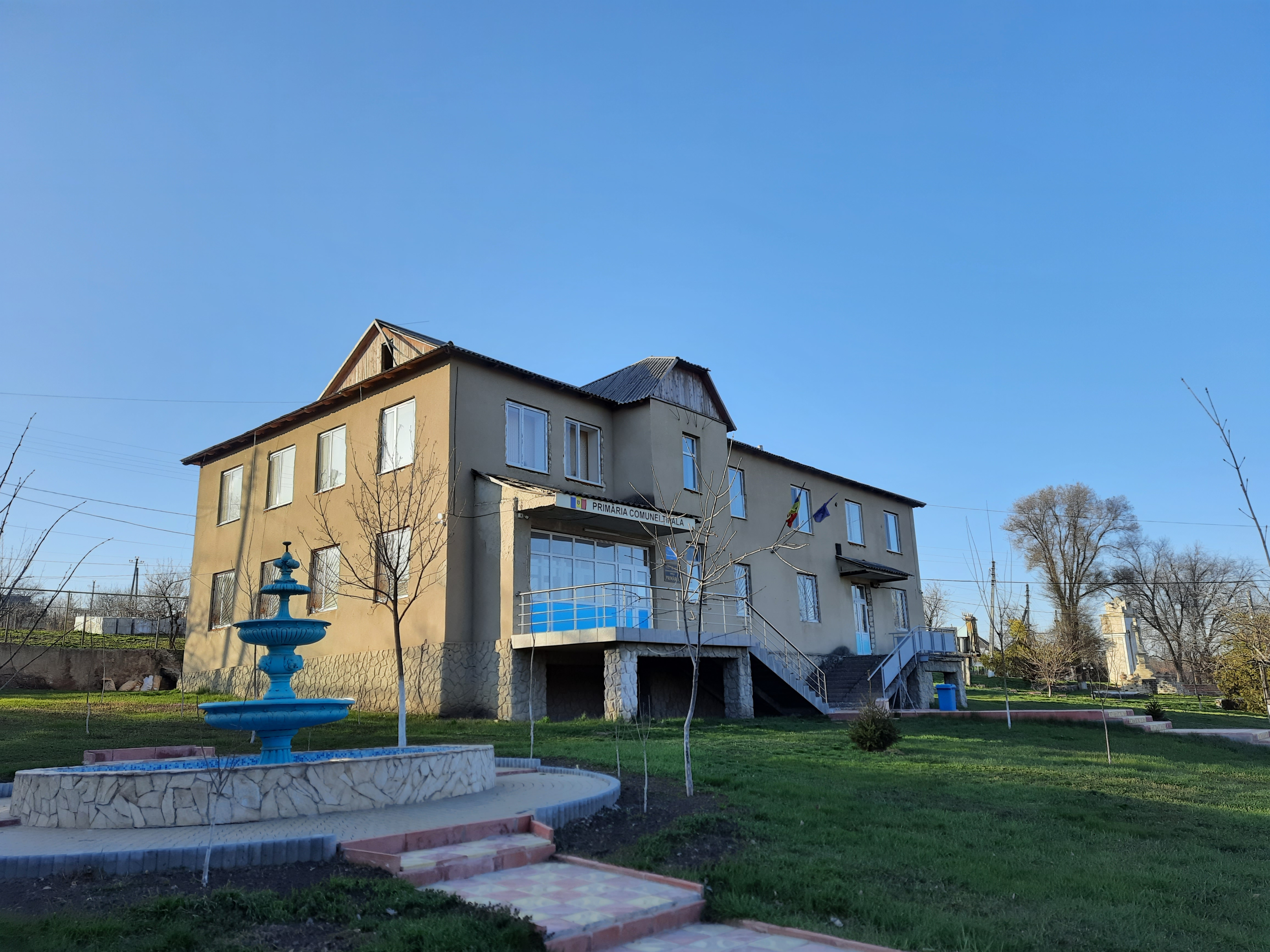
Primăria
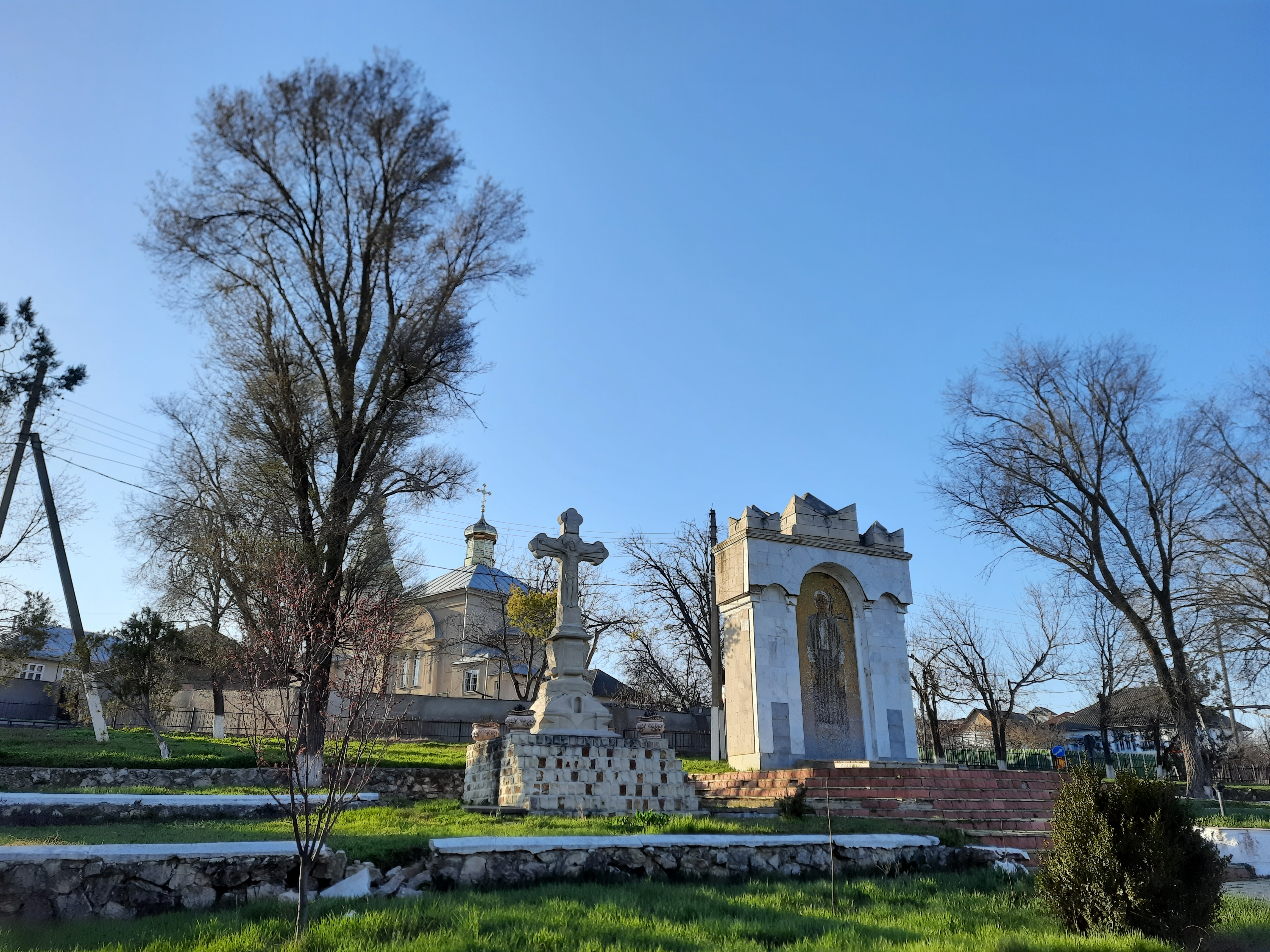
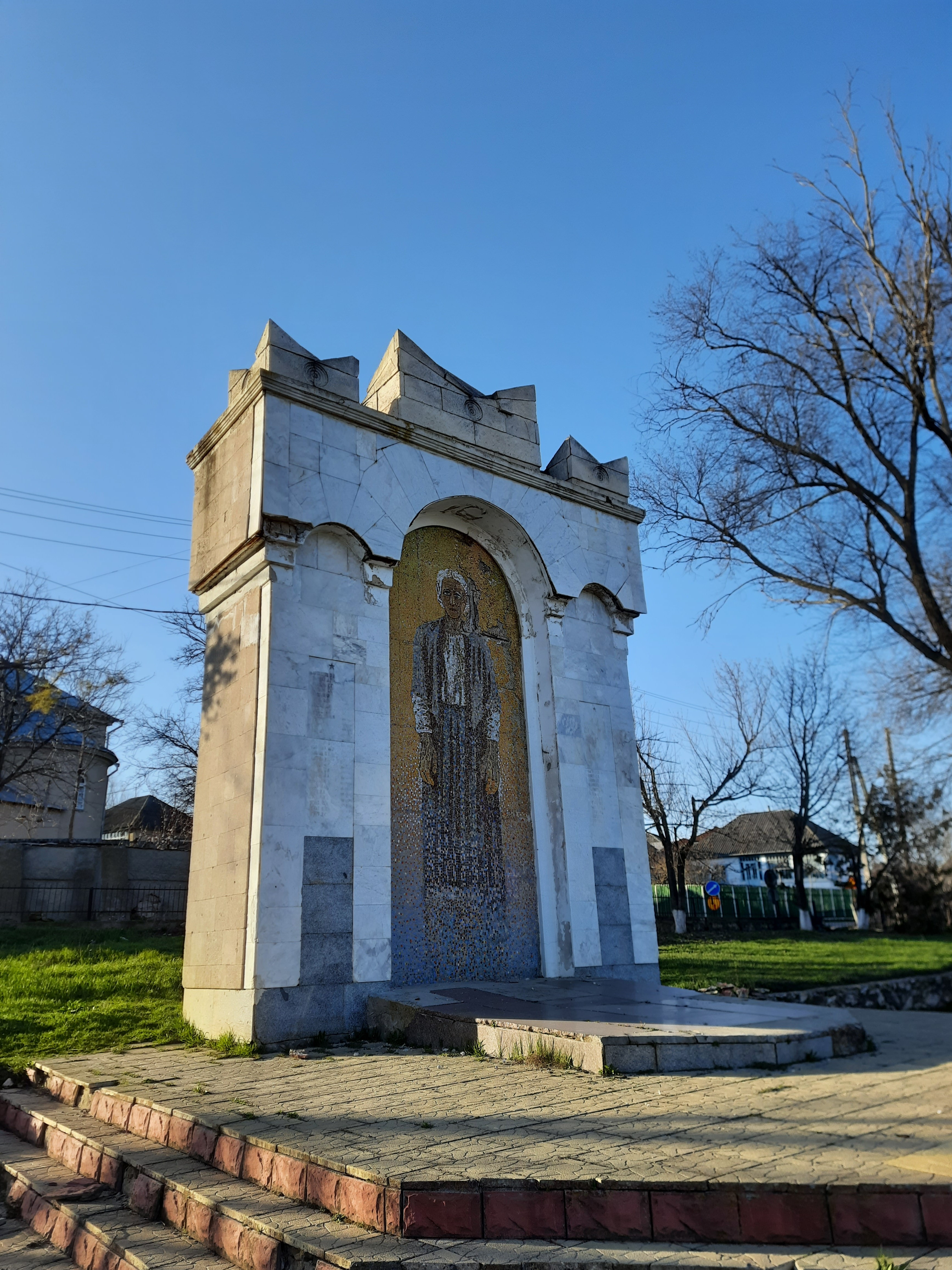
Memorialul consătenilor căzuți în Al Doilea Război Mondial.
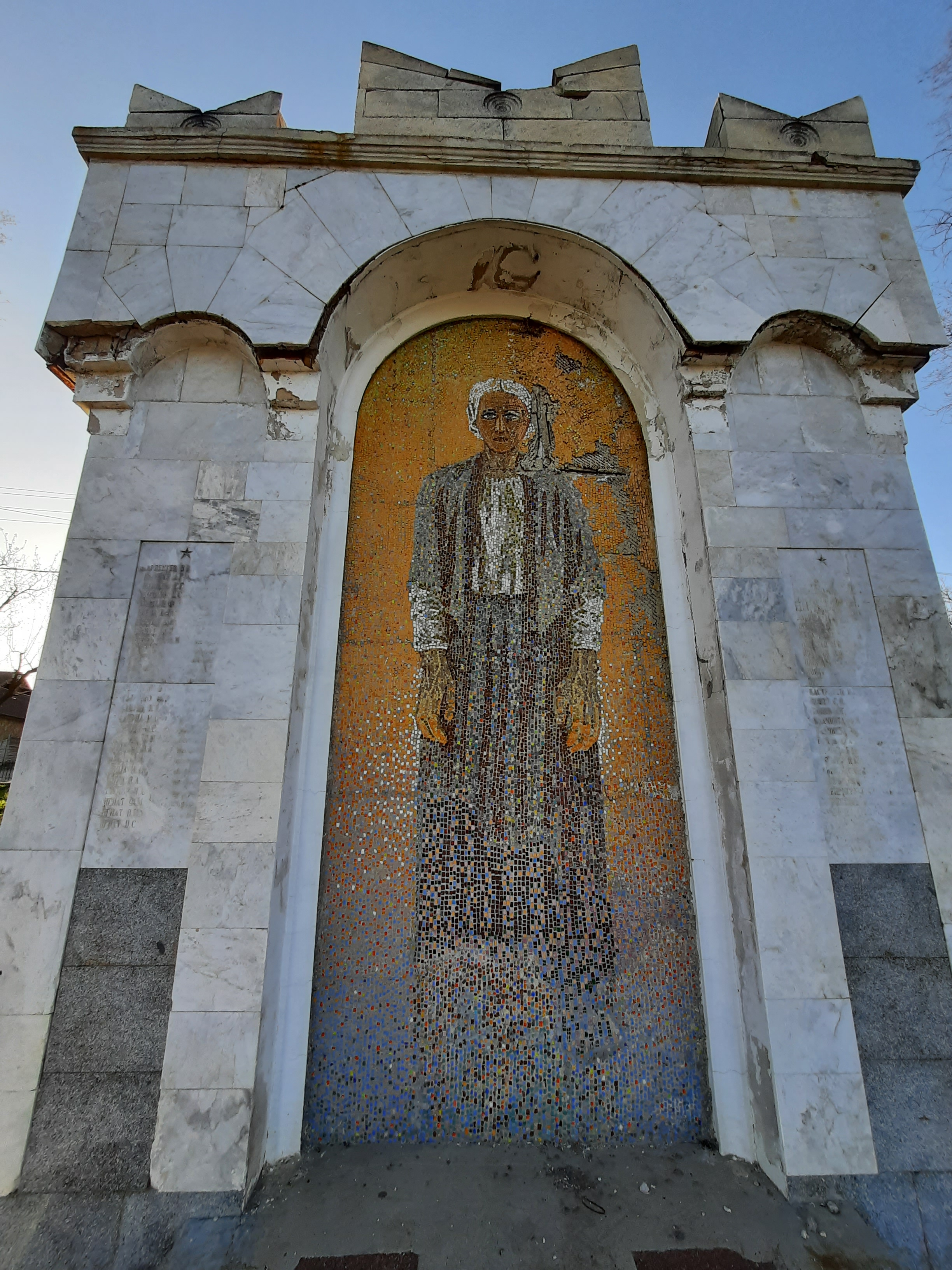